# Mapas de sentidos
Mapas de significación: la arquitectura de las creencias (en inglés, Maps of Meaning: The Architecture of Belief) es un libro de 1999 del psicólogo clínico y profesor de psicología canadiense Jordan Peterson. El libro describe una teoría sobre cómo las personas construyen sentido, de una manera que es compatible con la comprensión científica moderna de cómo funciona el cerebro. Examina la "estructura de los sistemas de creencias y el papel que juegan esos sistemas en la regulación de las emociones", utilizando "múltiples campos académicos para mostrar que conectar mitos y creencias con la ciencia es esencial para comprender completamente cómo las personas dan sentido".

## Antecedentes y redacción
Peterson escribió el libro durante más de 13 años en un intento de "explicar el sentido de la historia".  En él, reflexiona brevemente sobre su infancia y sobre su crianza en una familia cristiana. Las respuestas a sus preguntas sobre la verdad literal de las historias bíblicas parecían ignorantes, lo que le hizo perder el interés en asistir a la iglesia. Durante la adolescencia y la adultez temprana trató de encontrar la respuesta a "la locura social y política generalizada y la maldad del mundo" (desde la Guerra Fría hasta el totalitarismo) y por un corto período de tiempo abrazó el socialismo y la ciencia política. Al encontrarse insatisfecho y caer en una depresión, descubrió la inspiración en las ideas de Carl Jung y decidió dedicarse a la psicología.
Comenzó a escribir Mapas de sentidos a mediados de la década de 1980, y usó texto de él (luego titulado como  Los dioses de la guerra) durante sus clases como profesor asistente de psicología en la Universidad de Harvard. Inicialmente tenía la intención de usarlo en una solicitud para la titularidad en Harvard, pero descubrió que no estaba emocionalmente a la altura de la tarea, ni estaba "en la posición de presentar el caso más fuerte por mí mismo". La perspectiva de un empleo estable era atractiva, ya que para entonces tenía dos hijos, por lo que decidió aceptar una oferta de la Universidad de Toronto en 1998.
Según Craig Lambert, en la revista Harvard Magazine, el libro está influenciado por la visión arquetípica de Jung del inconsciente colectivo y la psicología evolucionista. Incluye teorías de la religión y Dios, origen natural de la cultura moderna, y la bibliografía incluye a Dante Alighieri, Hannah Arendt, Fyodor Dostoyevsky, Northrop Frye, Johann Wolfgang von Goethe, los hermanos Grimm, Stephen Hawking, Laozi, Konrad Lorenz, Alexander Luria, John Milton, Friedrich Nietzsche, Jean Piaget, B. F. Skinner, Aleksandr Solzhenitsyn, Voltaire y Ludwig Wittgenstein entre muchos otros.

## Lanzamiento
El libro fue publicado por primera vez en 1999 por Routledge, con la siguiente edición de tapa dura en 2002. La edición íntegra del audiolibro fue lanzada el 12 de junio de 2018 por Random House Audio. Un mes después de su lanzamiento, el audiolibro debutó en el cuarto lugar de la categoría mensual "Audio no ficción" de la Lista de Best Sellers del New York Times.
En 2004, se emitió en TVOntario una serie de televisión de 13 capítulos basada en el libro Mapas de sentidos: la arquitectura de la creencia de Peterson.

## Contenido
Según Peterson, su objetivo principal era examinar por qué tanto los individuos como los grupos participan en el conflicto social, explorando el razonamiento y la motivación que los individuos toman para apoyar sus sistemas de creencias (es decir, identificación ideológica) que eventualmente resulta en asesinatos y atrocidades patológicas como el Gulag, el Holocausto y el genocidio de Ruanda. Considera que un "análisis de las ideas religiosas del mundo podría permitirnos describir nuestra moralidad esencial y eventualmente desarrollar un sistema universal de moralidad".
De acuerdo con el razonamiento de Peterson, existe una lucha entre el caos (característico de lo desconocido, por ejemplo, la naturaleza) y el orden (característico del territorio explorado y cartografiado, por ejemplo, la cultura). Los humanos con su capacidad de pensamiento abstracto también crean territorialidad abstracta, los sistemas de creencias que "regulan nuestras emociones". Una amenaza potencial a una creencia importante desencadena reacciones emocionales, que son potencialmente seguidas por intentos patológicos de enfrentar el caos interno, a pesar de que "la gente generalmente prefiere que la guerra sea algo externo, en lugar de interno...que reformar nuestras creencias desafiadas". El principio intermedio es el logos (conciencia), y las figuras heroicas son aquellas que desarrollan la cultura y la sociedad como intermediarias entre estas dos fuerzas naturales. En ese sentido, el "mito representa el eterno desconocido...conocido...conocedor", siendo este último el héroe que "mata al dragón del caos" como San Jorge, resultando en "madurez en forma de individualidad". A lo largo del libro Peterson intenta explicar cómo funciona la mente, al tiempo que incluye ilustraciones con elaborados diagramas geométricos (por ejemplo, "Los elementos constituyentes de la experiencia como personalidad, territorio y proceso").

## Reseñas
Una de las relativamente pocas reseñas del libro fue de Sheldon H. White de la Universidad de Harvard, quien lo elogió como "brillante". Si bien el libro también ha recibido críticas negativas, por contener fragmentos impenetrables de muy difícil comprensión e incluso partes a las que parece imposible atribuir un sentido.
El profesor de psiquiatría Dan Blazer, en el American Journal of Psychiatry (2000), enfatizó que "no es un libro para ser extraído y resumido. Más bien, debe leerse en el tiempo libre (aunque es cualquier cosa menos lectura ligera) y emplearse como un estímulo y una referencia para expandir los propios mapas de sentidos". Maxine Sheets-Johnstone escribiendo para Psycoloquy (2000), lo describió como un "libro original, provocativo, complejo y fascinante, que a veces también es conceptualmente preocupante, indebidamente repetitivo y exasperante en su formato", sin embargo, los "valores positivos del libro superan con creces sus detracciones".
Harvey Shepard, escribiendo en la columna de religión del Montreal Gazette (2003), declaró:

Para mí, el libro refleja el profundo sentido moral y la vasta erudición de su autor en áreas que van desde la psicología clínica hasta las escrituras y una gran cantidad de examen de conciencia personal... La visión de Peterson está plenamente informada por los métodos científicos y pragmáticos actuales y es, en importantes aspectos, profundamente conservadora y tradicional.

Los psicólogos Ralph W. Hood, Peter C. Hill y Bernard Spilka, en su libro The Psychology of Religion: An Empirical Approach (2009), afirman que con respecto a la relación del modelo de cinco factores con la religión, el "modelo dinámico para la tensión entre tradición y transformación ha sido magistralmente explorado por Peterson (1999) como la base de la personalidad de lo que él denomina la arquitectura de la fe".
En 2017, la académica feminista Camille Paglia comentó sobre el vínculo entre Mapas de sentidos y su propio libro, Sexual Personae (1990).
Según Peterson, hasta 2018 no había habido críticas serias, y él no "creía que la gente tuviera idea de qué hacer con el libro". En 2018, el profesor de filosofía Paul Thagard escribió una reseña muy crítica sobre el libro para Psychology Today, describiéndolo como turbio y argumentando que es "defectuoso como trabajo de antropología, psicología, filosofía y política".
Nathan J. Robinson, en el artículo de Current Affairs, lo describió como "una teoría elaborada, indemostrable, infalsificable e ininteligible".